# 福本清子
福本 清子（ふくもと きよこ、1982年〈昭和57年〉8月19日 - ）は福岡県を拠点に活動するローカルタレント。所属事務所はパインズ。
山口県下関市出身。血液型O型。愛称は「キョン」「キョンちゃん」。
なお、「キョンちゃん」は、本人の都合上、別人となっている

## 経歴
日本テレビ系『恋のから騒ぎ』11期生で、卒業後に福岡でタレントとして活動を開始。現在は主に福岡のラジオに出演していて2006年4月からはゆっきーに代わりKBCラジオ『栗田善成のまずはラジオでおつかれさん』のアシスタントを務めている。
- コスプレが趣味。2006年3月の春のラジオフェスタの番組宣伝コーナーや『まずラジ』テレビCM、オールナイトキョン!～2007年チルリンコ～にてコスプレしている。

- PAO〜N「クイズ三択勝負レッツラゴー」に解答者として出演。

- 大学では英文科に在籍していたが「私は国語の方が得意だ」と思っている。

- 九九（かけ算）が最近できるようなった。

- 2021年2月、英検5級に合格したが、「apple」を「aplle」とスペルをよく間違えることがある。

- 2023年よりカナダ・モントリオール留学。1年3ヶ月間の滞在を経て、帰国。

## 過去の担当番組

### TVQ九州放送
- ばりすご!ボイガー7（金曜 18時30分 - 19時）

### KBCラジオ
- 栗田善成のまずはラジオでおつかれさん（水曜～金曜 16時 - 17時45分）
- ベロベロバー（月曜担当 22時00分 - 23時55分）
- 大雅deラジオドラマ（KBCラジオ 日曜 18:30 - 19:00）
- 居酒屋 清子（KBCラジオ、月曜 19:00 - 21:55）
- 栗田善成の土曜娯楽版（KBCラジオ 土曜 7:00 - 7:30)
- 痛快！バッチリラジオ（KBCラジオ 土曜 6:25 - 6:40、日曜 10:00 - 10:15, RCCラジオ 土曜 11:45 - 12:00、日曜 8:40 - 8:55）